# Circuito de Baloncesto de la Costa del Pacífico 2010
La Temporada 2010 del CIBACOPA fue la décima edición del Circuito de Baloncesto de la Costa del Pacífico. Se jugó una temporada regular de 204 partidos (34 juegos por cada uno de los 12 equipos), que comenzó el viernes 12 de marzo de 2010 y terminó el jueves 13 de mayo del mismo año.
La postemporada dio inicio el sábado 15 de mayo y finalizó el 16 de junio.

## Sistema de competición
La competencia del CIBACOPA se desarrolló en dos etapas:
- Temporada regular: Se integró por las 34 jornadas de la temporada.
- Postemporada: Se integró por los partidos que se pudieron disputar, de Semifinal de Zona, Final de Zona y Final.

### Temporada regular
En la temporada regular participaron los 12 equipos del CIBACOPA jugando todos contra todos durante las 34 jornadas. Se observó el sistema de puntos y la ubicación en la tabla por zona.
- Por juego ganado se obtuvieron dos puntos.
- Por juego perdido un punto.

El orden de los clubes al final de la temporada regular del torneo correspondió a la suma de los puntos obtenidos por cada uno de ellos. Si al finalizar las 34 jornadas del torneo, dos o más equipos hubieran estado empatados en puntos, su posición en la Tabla General o en la de Zona hubiera sido determinada atendiendo al criterio de desempate por más puntos anotados.
Participaron por el título de Campeón del CIBACOPA los cuatro mejores de cada zona.

### Postemporada
Los ocho clubes calificados para la postemporada del torneo fueron reubicados de acuerdo con el lugar que ocuparon en la Tabla al término de la jornada 34. Los partidos se jugaron a ganar cuatro de siete posibles juegos en formato 2-3-2, en las siguientes etapas:
- Cuartos de final.
- Semifinal.
- Final.

Los partidos de cuartos de final se jugaron de la siguiente manera:
| 1° | vs | 8° |
| 2° | vs | 7° |
| 3° | vs | 6° |
| 4° | vs | 5° |

En la semifinal participaron los cuatro clubes vencedores de cuartos de final, reubicándolos del uno al cuatro y se enfrentaron de la siguiente manera:
| 1° | vs | 4° |
| 2° | vs | 3° |

Disputaron el título de Campeón del CIBACOPA los dos clubes vencedores de la semifinal; el club vencedor de la final y por lo tanto campeón, fue aquel que ganó cuatro de siete posibles encuentros.

## Campeón de Liga
El Campeonato del Circuito de Baloncesto de la Costa del Pacífico lo obtuvieron los Caballeros de Culiacán, los cuales derrotaron en la Serie Final a los Mineros de Cananea por barrida de 4 juegos a 0, coronándose el equipo culichi en calidad de visitante en el propio Gimnasio "Luis Encinas Johnson" de Cananea, Sonora.

## Equipos participantes
| Circuito de Baloncesto de la Costa del Pacífico 2010 |                           |                                     |
| Equipo                                               | Ciudad                    | Pabellón                            |
| Bomberos de Mexicali                                 | Mexicali, Baja California | Auditorio del Estado                |
| Fuerza Guinda de Nogales                             | Nogales, Sonora           | Gimnasio "Carlos Hernández Carrera" |
| Mineros de Cananea                                   | Cananea, Sonora           | Gimnasio "Luis Encinas Johnson"     |
| Ostioneros de Guaymas                                | Guaymas, Sonora           | Gimnasio Municipal de Guaymas       |
| Rayos de Hermosillo                                  | Hermosillo, Sonora        | Gimnasio del Estado de Sonora       |
| Tijuana Zonkeys                                      | Tijuana, Baja California  | Auditorio Fausto Gutiérrez Moreno   |

| Circuito de Baloncesto de la Costa del Pacífico 2010 |                        |                                 |
| Equipo                                               | Ciudad                 | Pabellón                        |
| Caballeros de Culiacán                               | Culiacán, Sinaloa      | Polideportivo Juan S Millán     |
| Coras UAN de Tepic                                   | Tepic, Nayarit         | Mesón de los Deportes de la UAN |
| Frayles de Guasave                                   | Guasave, Sinaloa       | Gimnasio "Luis Estrada Medina"  |
| Lobos UAD de Mazatlán                                | Mazatlán, Sinaloa      | Lobo Dome                       |
| Pioneros de Los Mochis                               | Los Mochis, Sinaloa    | Auditorio "Benito Juárez"       |
| Trigueros de Ciudad Obregón                          | Ciudad Obregón, Sonora | Gimnasio "Manuel Lira García"   |

## Clasificación
- Actualizadas las clasificaciones al 24 de marzo de 2010.

JJ = Juegos Jugados,  JG = Juegos Ganados,  JP = Juegos Perdidos,  Ptos. = Puntos Obtenidos = (JGx2)+(JP),  PF= Puntos a favor,  PC = Puntos en contra, Dif. = Diferencia entre Ptos. a favor y en contra, JV = Juegos de Ventaja
| Clasificado a los playoffs |

| Eliminado de los playoffs |

| Zona Norte               |    |    |    |     |     |      |       |    |
| Equipo                   | JJ | JG | JP | PF  | PC  | Dif. | Ptos. | JV |
| Mineros de Cananea       | 7  | 5  | 2  | 635 | 575 | 50   | 12    | -- |
| Bomberos de Mexicali     | 7  | 5  | 2  | 580 | 569 | 11   | 12    | -- |
| Rayos de Hermosillo      | 7  | 4  | 3  | 620 | 593 | 27   | 11    | 1  |
| Fuerza Guinda de Nogales | 7  | 4  | 3  | 610 | 596 | 14   | 11    | 1  |
| Ostioneros de Guaymas    | 7  | 3  | 4  | 581 | 601 | -20  | 10    | 2  |
| Tijuana Zonkeys          | 7  | 0  | 7  | 528 | 581 | -53  | 7     | 5  |

| Zona Sur                    |    |    |    |     |     |      |       |    |
| Equipo                      | JJ | JG | JP | PF  | PC  | Dif. | Ptos. | JV |
| Pioneros de Los Mochis      | 7  | 5  | 2  | 533 | 639 | 106  | 12    | -- |
| Caballeros de Culiacán      | 7  | 5  | 2  | 671 | 603 | 68   | 12    | -- |
| Lobos UAD de Mazatlán       | 7  | 5  | 2  | 635 | 575 | 50   | 12    | -- |
| Frayles de Guasave          | 7  | 3  | 4  | 611 | 600 | 11   | 10    | 2  |
| Trigueros de Ciudad Obregón | 7  | 2  | 5  | 618 | 690 | -72  | 9     | 3  |
| Coras UAN de Tepic          | 7  | 1  | 6  | 587 | 648 | -61  | 8     | 4  |

## Líderes individuales
| Categoría   | Jugador                                       | Promedio |
| ----------- | --------------------------------------------- | -------- |
| Puntos      | Forrest Ray Fisher III (Bomberos de Mexicali) | 25.4     |
| Rebotes     | Jeremis Stephon Smith (Lobos UAD de Mazatlán) | 11.8     |
| Asistencias | Brian Latham (Pioneros de Los Mochis)         | 6.3      |